# Xuexi (sockenhuvudort i Kina, Zhejiang Sheng, lat 27,40, long 119,92)
Xuexi (kinesiska: 岩溪, 雪溪乡) är en sockenhuvudort i Kina. Den ligger i provinsen Zhejiang, i den östra delen av landet, omkring 320 kilometer söder om provinshuvudstaden Hangzhou. Antalet invånare är 5 092. Befolkningen består av 2 325 kvinnor och 2 767 män. Barn under 15 år utgör 18,0 %, vuxna 15-64 år 65 %, och äldre över 65 år 16,0 %.
Runt Xuexi är det ganska tätbefolkat, med 222 invånare per kvadratkilometer. Närmaste större samhälle är Sankui, 3,6 km norr om Xuexi. I omgivningarna runt Xuexi växer i huvudsak blandskog.
Genomsnittlig årsnederbörd är 2 199 millimeter. Den regnigaste månaden är juni, med i genomsnitt 339 mm nederbörd, och den torraste är oktober, med 63 mm nederbörd.